# 洋二と明石の無口な二人
『洋二と明石の無口な二人』（ようじとあかしのむくちなふたり）はSTVラジオで、2018年4月2日から2021年9月24日まで放送されていた帯番組。

## 出演者
共に元・札幌テレビ放送（STV）アナウンサー。
- 木村洋二（放送終了時、STVラジオ取締役兼エグゼクティブアナウンサー）
- 明石英一郎（放送終了時、札幌映像プロダクション専務取締役エグゼクティブアナウンサー）

## 概要
札幌テレビを代表するベテランアナウンサーで、テレビは『どさんこワイド179』のキャスターを務め、ラジオは『アタックヤング』のパーソナリティを務めた経験を持つ木村洋二と明石英一郎が、全道や全国の一生懸命な大人たち（どさんこたち）へエールを送るトーク番組。
二人がSTVラジオの番組で共演するのは初めてである。
事前収録番組だが、収録は放送数日前 - 直前に行なわれ、ほぼ録って出しに近い形で放送されている。
STVラジオ主催のイベント『ドキドキFOODパーク2018』および『同2019』で公開録音が行なわれ、その模様は翌放送回・翌々放送回で放送した。
2021年9月12日放送の「イイ加減にしろっぷサンデー」に両名が代理出演した際、エンディングで「無口な二人」が9月24日をもって（発展的）終了となることが発表された。翌週からは同時間帯で木村とSTV新人アナウンサー油野純帆による聖ヨウジ学園が放送されている。

## 放送時間
- 月曜日 - 金曜日 12:00 - 12:15[2]（2018年4月2日 - 2021年3月26日）
- 月曜日 - 金曜日 13:40 - 13:50[3]（2021年3月29日 - 2021年9月24日）

## その他
- STVラジオのYouTube公式アカウントで、収録の模様を一部公開している。
- 『ラジオクラウド』で、本放送と同じ内容の聞き逃し配信を行なっている[4]。
- STVテレビの『どさんこワイド179』（2018年12月3日（月）放送分）で、『STVラジオ連動企画！ てくてく洋二＆明石〜琴似編』のコーナーが企画され、当番組の収録風景の一部を放送した。
- 2018年12月31日は通常の15分番組の後に、1時間に拡大した大晦日 特番として放送した。
- 2019年8月12日は当日開催された「STVラジオ パーソナリティ大集合 in アリオ札幌」の会場から、初の生放送を行なった。